# 田中伸彦
田中 伸彦（たなか のぶひこ、1984年4月25日 - ）は、神奈川県出身の日本の元俳優である。血液型O型。身長174cm。所属事務所オフィスジュニアの経営破綻による事務所解体後はフリーで活動していた。

## 人物
- 森村学園高等部卒業。日本大学藝術学部映画学科中退。高校生になった時、道端でスカウトされ俳優デビューした。
- 趣味は、創作（絵、詩、オブジェ）、水泳。家族構成は、父、母、兄の4人家族。尊敬している人は、杉浦直樹と谷川俊太郎。
- 2022年9月10日、大腿骨頭壊死症になり数年経過していることを公式Twitterにて発表[2]。

## 出演

### 映画
- LOST〜呪われた島〜 - 鶴間大地
- あの空の向こうに
- 20世紀少年 - 最終章 - 僕らの旗（2009年）
- ガチバン　MAXIMUM（2011年）
- 踊る大捜査線 THE FINAL 新たなる希望（2012年）
- 片桐はいり4倍速-『部長』中山役

### テレビ
- 傷だらけのラブソング（フジテレビ）
- リモート（日本テレビ）第3・4話 - 湯浅正晴 役
- ロング・ラブレター〜漂流教室〜（フジテレビ） - 大久保晃弘 役
- 彼女たちのクリスマス イブの夜に贈る4人の女性の物語 クリスマスの花束
- ウルトラシリーズ（TBS）
  - ウルトラマンネクサス（2004年 - 2005年）レギュラー - 吉良沢優 役
  - ウルトラマンメビウス（2007年）第40話 - 宇宙植物怪人ソリチュラン人間体 役
- トミカヒーロー レスキューフォース（テレビ東京）第42話 - 結城悟 役
- 美しい男性!（BSジャパン、2009年1月〜）
- 夜明けのマルシェ「princess LOVE　魅せられて」（日本テレビ、2010年）

### 舞台
- THE LONGKISS★GOOD NIGHT（2008年6月） - サンダル・チェン 役
- THE BUTTERFLY EFFECT（2008年11月・2009年4月） - テロリスト デュパン 役、ヴィンセント 役
- 幕末太陽伝 〜RUN&RUN その情熱の行方〜（2009年1月 - 2月、吉祥寺シアター）- 如月未来 役
- 空の境界 〜岡田以蔵異聞（2009年8月）
- Christmas Carol　-Xmasだから信じあいたい- （2009年12月、SPAZIO１）
- 落下の王国　The fall kingdom＞―UNDERGROUND SERIES 02―（2010年3月、シアターグリーン BASE THEATER） - ナイト役
- シブヤ×アキバ～カノジョはボクの青い鳥～ （2010年5月、シアターグリーン） サムソン役
- Romeo×Juliet（2010年6月、シアターグリーンBOX in BOX THEATER） - エスカラス公爵 役
- SUMMER TIMEラプソディ (2010年7月）
- ―THE BUTTERFLY EFFECT― Another Story Collection（2010年8月、シアターグリーンBOX in BOX THEATER）テロリスト デュパン 役、ヴィンセント 役
- シブヤ×アキバ～カノジョはボクの青い鳥～ （2010年8月、大阪公演） サムソン役
- シブヤ×アキバ～カノジョはボクの青い鳥～ （2010年9月、新宿シアターサンモール） サムソン役
- 劇団たいしゅう小説家プレゼンツ「ゲキ☆ハピ」（2010年9月、MAKOTO シアター銀座）
- THE BUTTERFLY EFFECT（2010年10月） - テロリスト デュパン 役、ヴィンセント 役
- 灰とダイヤモンド ASHES AND THE DIAMOND ～mission in dark night （2011年2月 ワーサルシアター）
- Romeo×Juliet（2011年3月、中目黒キンケロ・シアター） - エスカラス公爵 役
- 「恋、ほのか 〜何年後かのI love you〜」（2011年9月16日〜19日、六行会ホール）- 松本亮平 役
- 落下の王国 The fall kingdom～You know you ―UNDERGROUND SERIES 04―（2011年11月、シアターグリーン BASE THEATER） - ナイト役
- トランジット・コメディアンズのコント集 （2011年12月、池袋シアターグリーン） - 声のみの出演
- “THE LONG KISS★GOOD NIGHT”番外編 Snow flake （2011年12月、シアターグリーン BASE THEATER） - サンダル・チェン役
- Be Withx美獣 Collaboration STAGE「灰とダイヤモンド ASHES AND THE DIAMOND」（2012年2月2日-5日、ワーサルシアター）
- Be With プロデュース VOL.23「Night on the Planet 〜Romantic memory」（2012年4月20日-22日、シアターグリーン BIG TREE THEATER）
- 「闇の皇太子」（2012年10月17日〜21日、上野ストアハウス）- 安倍晴明 役
- ソラリネ。#05「オートロックナイト」（2012年12月19日〜23日※20日のみ出演、恵比寿エコー劇場）
- 「9 -ナイン-」（2013年3月2日〜10日、紀伊國屋サザンシアター、2013年3月16日〜17日、新神戸オリエンタル劇場）- 片山鉄 役
- PUPA vol.3 「さよなら、カケラルーム」 （2013年5月15日〜19日、中目黒キンケロシアター）- 日野 役
- 劇団たいしゅう小説家 Present’s 「カタチを変えたい人々・・・」（2013年7月3日〜7日、萬劇場）
- Presented By 自己男チェスターズ「ロックンロール・ダイアリーズ#1」（2013年9月26日〜10月1日、新宿シアターブラッツ）
- 「十鬼の絆 〜関ヶ原奇譚〜 恋舞」（2013年12月13日〜22日、星陵会館）- 朧八千代 役
- ソラリネ。#12 「Anytime.AnyWhere」（2014年7月2日〜6日、上野ストアハウス）- 諸井晃詩 役
- 「華ヤカ哉、我ガ一族 オペラカレイド 狂宴」（2014年12月12日〜21日、星陵会館）- 宮ノ杜茂 役
- 演劇ユニットキャットミント隊 #6「アガルタの虹」（2015年1月29日〜2月3日※29日のみゲスト出演、中目黒キンケロシアター）
- PUPA CINEMATIC STAGE 6 「イツツメキセツ」（2015年7月15日〜19日、TACCS1179）- アクビ 役
- PUPA CINEMATIC STAGE 7 「FOOLISH」（2016年4月6日〜10日、シアターグリーン BIG TREE THEATER）-反町秀樹 役
- ＊アプリ男子＊DIGITAL☆LOVERS（2016年7月、サンモールスタジオ）
- 灰とダイヤモンド ASHES AND THE DIAMOND ～And it’s pouring with rain （2017年2月 Geki地下Liberty）

### CM
- エフティ資生堂「薬用ホワイトアップ」